# Retrat de C. Pellicer
Retrat de C. Pellicer, pintura a l’oli realitzada per l’artista Joan Abelló, l’any 1947. Carles Pellicer, va ser mestre d’Abelló, després de Pere Pruna, i de fet, aquesta peça la fa només un any després de l’arribada del pintor Abelló a Can Pellicer per a continuar amb la seva formació, on consolidarà la seva cultura artística, les seves reflexions i la seva sensibilitat. L’obra forma part de la col·lecció del Museu Abelló.

## Descripció de l'obra
Abelló, representa al seu mestre Pellicer assegut i de perfil, però mirant al front, a l'espectador, amb els braços plegats i els pinzells a la mà, recolzat sobre una taula que disposa d’una caixeta de pintures. Pellicer va vestit amb una camisa granatosa, que de mica en mica va desapareixent en la foscor per la part inferior, configurant-se com l’única part visible del cos del mestre, que presenta un aspecte seriós en el rostre. Una llum indirecta fruit, en part, de l'elecció dels colors provoca una tímida il·luminació en el rostre, situat a la meitat superior de l’obra, que destaca sobre la resta del conjunt, d’aspecte molt més fosc. Darrere d’aquest es pot apreciar una forma quadrangular que, juntament amb la superfície de la taula sobre la qual està recolzat el mestre, esdevé l’única forma que es pot reconèixer en la foscor del fons.
El cromatisme de la peça és molt equilibrat: el granat de la roba del mestre és molt similar al vermell que sembla omplir l’interior de la capsa de pintures que, tot plegat, juntament amb els colors de la pell de Pellicer, els blancs i grisos de la barba, i els ocres de la capsa de pintures oberta, esdevenen els únics punts que contrasten amb l’abundant foscor que fa de fons a la composició. L’obra es troba signada, dedicada i datada a l'extrem inferior dret.
Quant a estil, és una peça molt interessant, de transició entre els models del seu primer mestre Pere Pruna, que denoten una clara influència de la síntesi i l'estilització d’aquest, i, en paraules de Josep Fèlix Bentz (1988), d’aquelles obres que anuncien una trajectòria cap a l'expressionisme. Aquesta en concret utilitza una quantitat de massa pictòrica superior a altres models anteriors i una pinzellada molt àgil i difuminada que marca ja una certa distància amb aquelles peces que aquest autor engloba dins del període que anomena “Pruna i la tècnica de les arts plàstiques“, una etapa en la qual Abelló està molt preocupat per aprendre la tècnica i això provoca canvis tant en els temes que tracta com en els colors que utilitza.
A l’angle inferior dret, es troba una inscripció que diu: ‘’ A C- Pellicer J. Abelló 1947, Dedicat a Carles Pellicer’’, mentre que en el revers hi ha una altra: ‘’ J. Abelló Retr. Pellicer 1947’’.

## Abelló a inicis dels 50
En l‘àmbit biogràfic, és també un any molt interessant: a part de l'entrada a l’ambient de Carles Pellicer, l’any 1947 realitza una gran exposició a la Sala Caralt de Barcelona amb l’ajuda de Pere Pruna i perd al seu estimat germà petit Andreu a causa d’una apendicitis. Aquest fet ens podria servir per a justificar el cromatisme de l'escena d’aquesta obra ja que, en paraules del mateix pintor, “la meva vida s’anava enfosquint […] l'estat d’ànim es reflecteix en els quadres. Hi apareixen doncs, els clarobscurs, el negre i els colors terrosos. En dic l’època negra. Hi pinto figura, faig composició. Figura trista, agressiva.“ Encara que posteriorment situarà aquesta època uns anys més tard, a inicis de la dècada dels cinquanta.

## Exposicions
- Exposición J. Abelló, Galeria Argos, Barcelona, 19/11/1955 - 02/12/1955

- Abelló 70 anys, Sala d'Art del Quatre, Granollers, 01/11/1992 - 13/12/1992

- Obrim el teló, Sala Moncunill. Terrassa, 15/05/2012 - 19/06/2012

- Obrim el teló, Palau Mercader. Cornellà del Llobregat, 19/01/2014 - 09/03/2014

- Obrim el teló, Museu de Sant Boi de Llobregat, 11/09/2012 - 30/11/2012

- Obrim el teló, Museu Abelló, 28/04/2011 - 06/11/2011

- Obrim el teló, Casa Museu LLuis Doménech Muntaner. Canet de Mar, 16/02/2013 - 09/06/2013